# Cazzola
Pour les articles homonymes, voir Cazzola (homonymie).
Cette page présente le nom de famille Cazzola ainsi que ses variantes.

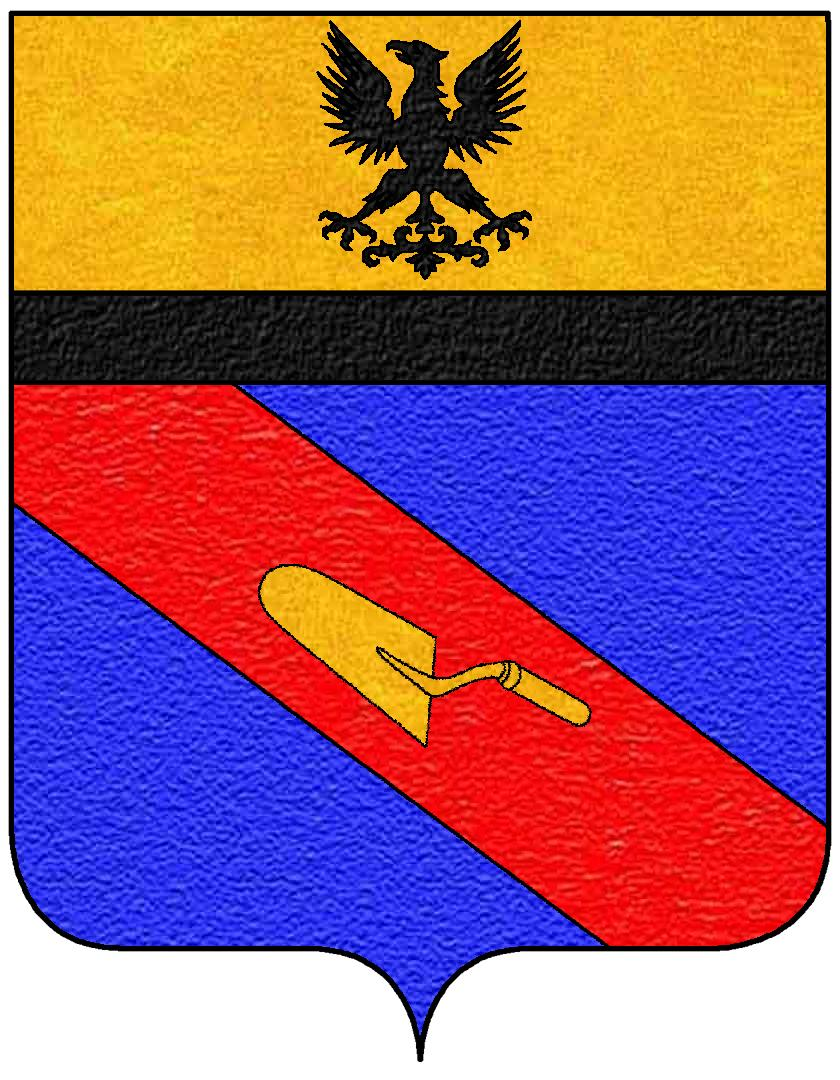
Le blason des Cazzola consignori de Montabone.

Cazzola est un nom de famille italien.

## Origine
Il existe deux hypothèses concernant l'origine du nom de famille Cazzola, : l'une est topographique et l'autre reliée à la nature du travail du fondateur. Considérant le premier cas, Cazzola dérive de Cassola, municipalité de la province de Vicence, ou de Cazzola, une frazione de la municipalité de Traversetolo, dans la province de Parme. La seconde conjecture, comme mentionné ci-dessus, suggère que le chef de famille avait un surnom attaché à son métier. Dans ce cas, les deux hypothèses les plus probables supposent que l'ancêtre était un fabricant ou vendeur de casseroles, ou un maçon, ce dernier utilisant, entre autres outils, la truelle (en italien cazzuola ou cazzola).

## Histoire
Dans un document de 1485, la famille est appelée Cazolus, Cazoli, Cazola. Parmi les personnages historiques de la famille, il y avait Chiara Cazzola, qui a épousé Bernabò Visconti, et Pagano Cazzola, qui fut l'un des rédacteurs des statuts de Milan. Les composants d'une branche de la famille sont devenus consignori de Montabone.

## Extension
Répandu dans l'Italie du Nord, le nom de Cazzola est très commun dans la province de Vicence (en particulier dans les villes de Malo, Schio, Vicence, Isola Vicentina, Arzignano, Monticello, Valdagno, Grumolo delle Abbadesse, Caldogno et Costabissara). Cazzola est aussi courant dans la province d'Alexandrie (Acqui Terme et Alexandrie) dans la province d'Asti (Montabone et Vaglio Serra) dans la province de Pavie (Voghera, Verrua Po, Pavie, Pinarolo Po, Castelletto di Branduzzo et Bressana Bottarone) , dans la province de Sondrio (Cosio Valtellino), dans la province de Ferrare (Ferrare, Goro et Copparo), dans la province de Bologne (Bologne et Argelato) ainsi qu'à Gênes et à Savone,.

## Personnalités qui portent le nom de famille Cazzola
Parmi les personnalités qui portent le nom de famille Cazzola, on peut citer : Alfredo Cazzola (homme d'affaires), Clementina Cazzola (comédienne), Fabio Cazzola (ex-footballeur), Gabriele Cazzola (réalisateur et scénariste de télévision), Giuliano Cazzola (économiste et homme politique), Paola Cazzola (motocycliste), Pietro Cazzola (entrepreneur) et Riccardo Cazzola (footballeur).